# Astrodendrum galapagensis
Astrodendrum galapagensis är en ormstjärneart som beskrevs av A.H. Clark 1916. Astrodendrum galapagensis ingår i släktet Astrodendrum och familjen medusahuvuden. Inga underarter finns listade i Catalogue of Life.